# Klauf
Klauf är en kulle i republiken Island. Den ligger i regionen Norðurland eystra, 300 km nordost om huvudstaden Reykjavík. Toppen på Klauf är 89 meter över havet.
Trakten runt Klauf är nära nog obefolkad, med mindre än två invånare per kvadratkilometer. Närmaste större samhälle är Kópasker, omkring 13 kilometer norr om Klauf. Trakten runt Klauf består i huvudsak av gräsmarker.